# State Street Global Advisors
State Street Global Advisors (SSGA) — американская компания по управлению активами. Дочерняя структура банка State Street Corporation, штаб-квартира расположена в Бостоне (штат Массачусетс).
По состоянию на 2022 год у компании было более 2100 институциональных клиентов, размер активов под управлением составлял 3,48 трлн долларов.

## История
Компания основана в 1978 году в Бостоне штат Массачусетс как дочерняя компания State Street Corporation. На 1989 под управлением находилось $53 млрд долларов. В 1994 компания открыла офисы в Брюсселе, Гонконге, Торонто, Париже, Сиднее, Токио, Дубае, Сан-Франциско, Монреале, и Атланте. В 1995—1999 годах офисы были открыты в Мюнхене, Цюрихе, Сантьяго, Сингапуре и Чикаго. В 2000—2007 года открылись офисы в Майями, Бангалоре и Мельбурне. С 1994 года активы компании выросли с $161 млрд до $667 млрд в 2001 году.
В марте 2017 года по заказу State Street Global Advisors в рекламных целях напротив скульптуры Атакующего быка была установлена Бесстрашная девочка, которая быстро из рекламного элемента превратилась в символ феминизма.

## Деятельность
Компания оказывает услуги по управлению инвестиционными фондами через SsgA Funds Management, Inc.
Рыночная стоимость акций во владении State Street Global Advisors из числа котируемых на бирже NASDAQ и NYSE на конец 2022 года составляла 1,80 трлн долларов. Это пакеты акций 4731 компаний, крупнейшими по стоимости из них были Apple ($90 млрд), Microsoft ($77 млрд), Alphabet ($39 млрд), Amazon ($33 млрд), ExxonMobil ($26 млрд), UnitedHealth Group ($23 млрд), Johnson & Johnson ($22 млрд), Berkshire Hathaway ($22 млрд), Nvidia ($21 млрд), Chevron ($21 млрд), Tesla ($20 млрд), JPMorganChase ($18 млрд), Lockheed Martin ($18 млрд), Visa ($16 млрд), Meta Platforms ($15 млрд), Home Depot ($15 млрд), Procter & Gamble ($14 млрд), Raytheon Technologies ($13 млрд), Merck & Co ($13 млрд), Mastercard ($12 млрд), Pfizer ($12 млрд), Morgan Stanley ($12 млрд), AbbVie ($12 млрд), Eli Lilly and Company ($11 млрд), Bank of America ($11 млрд), PepsiCo ($10 млрд), The Coca Cola Company ($10 млрд), Caterpillar ($10 млрд).
На 31 декабря 2017 года у компании более 1000 институциональных и 1 млн индивидуальных клиентов.

## Руководство
Хун Исинь (Yie-Hsin Hung) — президент и главный исполнительный директор с сентября 2022 года. Ранее, с 2015 года, возглавляла New York Life Investment Management.

## Дочерние компании
- SsgA Funds Management, Inc. (Массачусетс)
- State Street Global Advisors France S.A. (Франция)
- State Street Global Advisors International Holdings Inc. (Делавэр)
- State Street Global Advisors Limited (Великобритания)
- State Street Global Advisors, Australia, Limited (Австралия)
- State Street Global Advisors, Australia Services Limited (Австралия)
- State Street Global Advisors GmbH (Германия)
- State Street Global Advisors AG (Швейцария)
- State Street Global Advisors Ireland Limited (Ирландия)
- State Street Global Advisors Funds Distributors, LLC (Массачусетс)
- State Street Global Advisors Trust Company (Массачусетс)
- State Street Global Advisors Asia Limited (Гонконг)
- State Street Global Advisors Singapore Limited (Сингапур)
- State Street Global Advisors (Japan) Co., Limited (Япония)